# Knischatiria
Knischatiria Wunderlich, 1976 è un genere di ragni appartenente alla famiglia Linyphiidae.

## Distribuzione
Le tre specie oggi note di questo genere sono state rinvenute in Asia sudorientale (un endemismo di Sumatra e uno della Malaysia) e in Australia (Queensland).

## Tassonomia
Dal 1995 non sono stati esaminati esemplari di questo genere.
A giugno 2012, si compone di tre specie:
- Knischatiria abnormis Wunderlich, 1976[3] — Queensland
- Knischatiria longispina Wunderlich, 1995 — Sumatra
- Knischatiria tuberosa Wunderlich, 1995 — Malaysia